# Lutom (osada leśna w województwie pomorskim)
Lutom – osada leśna w województwie pomorskim, w powiecie chojnickim, w gminie Czersk.
W latach 1975–1998 miejscowość administracyjnie należała do województwa bydgoskiego.